# Meropenem
Meropenem é um fármaco antibiótico beta-lactâmico da subclasse carbapenêmicos. Seu espectro de ação é similar ao imipenem, melhor atuando sobre gram-negativos e anaeróbios.

## Indicações terapêuticas
É utilizado no tratamento de infeções graves como meningite, infecção intra-abdominal, pneumonia, sepse e antraz. É administrado por via endovenosa (injeção na veia).

## Farmacologia
Meropenem é bactericida, exceto contra Listeria monocytogenes, para a qual é bacteriostático. Inibe a síntese da parede celular bacteriana como outros antibióticos β-lactâmicos. Diferentemente de outros beta-lactâmicos, é altamente resistente à degradação por β-lactamases ou cefalosporinases. Tem uma vantagem importante em relação ao imipenem pois é estável à desidropeptidase-1, portanto, pode ser administrado sem cilastatina.

### Mecanismo de ação
Inibe a síntese da parede celular bacteriana como outros antibióticos β-lactâmicos. Ao contrário da maioria dos antibióticos beta-lactâmicos, é altamente resistente à degradação por β-lactamases ou cefalosporinases. 

## Efeitos colaterais
Os efeitos colaterais comuns podem incluir náusea, diarreia, constipação, cefaleia, erupção cutânea e anemia.

## Interações medicamentosas
Meropenem diminui as concentrações séricas de ácido valpróico. Evitar ou usar fármaco alternativo devido ao risco de convulsão.

## Contraindicações
É contraindicado para pacientes com hipersensibilidade ao meropeném. Pacientes com história de hipersensibilidade a antibióticos carbapenêmicos, penicilinas ou outros antibióticos beta-lactâmicos também podem ser hipersensíveis ao meropeném. Como ocorre com todos os antibióticos beta-lactâmicos, raras reações de hipersensibilidade (reações graves e ocasionalmente fatais) foram relatadas.